# 小浮正典
小浮 正典（こうき まさふみ、1969年〈昭和44年〉3月11日 - ）は、日本の政治家。愛知県豊明市長（3期）。

## 来歴
大阪府大阪市出身。京都大学経済学部在学中は相撲部主将を務めていた。また大学時代は映画監督になることを目指し、脚本の勉強もしていた。1992年（平成4年）3月、同大学卒業。同年4月、朝日放送に就職。
1997年（平成9年）2月、退職。同年8月、ピッツバーグ大学公共・国際問題専門大学院に入学。1999年（平成11年）8月、同大学院を修了。　
2000年（平成12年）3月、朝日新聞社に入社。2001年（平成13年）9月、退職。同年11月、東京メトロポリタンテレビジョンに入社。2003年（平成15年）6月、退職。2004年（平成16年）4月、立命館大学法科大学院に入学。2006年（平成18年）10月、イオン株式会社に入社。広報マネジャーとなる。2010年（平成22年）3月、立命館大学法科大学院を修了。
2012年（平成24年）、豊明市は県内初の副市長の公募を実施。小浮はこれに応募するため5月にイオン株式会社を退職。公募には全国から51人が応募し、書類選考で8人に絞られ、8月6日に公開選考会が行われた。8月9日、市は小浮を選んだと発表。8月17日、豊明市副市長に就任した。
2015年（平成27年）1月30日、市議会や市職員に対する説明や対話が不十分では、と石川英明市長の姿勢に疑問を持つようになり、2月19日付退職届を提出。2月12日、石川は小浮を同日付で解職したと発表した。2月20日、豊明市長選挙への出馬を表明。
同年4月26日に行われた豊明市長選挙に無所属で出馬。選挙戦では保守系市議らの多数が支援し、後援会長は元副市長が担った。現職の石川、元市議の伊藤清ら2候補を破り初当選した。4月30日、市長就任。選挙の結果は以下のとおり。
※当日有権者数：53,037人 最終投票率：55.94%（前回比：+0.43pts）
| 候補者名 | 年齢 | 所属党派 | 新旧別 | 得票数   | 得票率 | 推薦・支持 |
| -------- | ---- | -------- | ------ | -------- | ------ | ---------- |
| 小浮正典 | 46   | 無所属   | 新     | 12,613票 | 43.51% |            |
| 石川英明 | 61   | 無所属   | 現     | 11,386票 | 39.27% |            |
| 伊藤清   | 46   | 無所属   | 新     | 4,991票  | 17.22% |            |

2019年（平成31年）、無投票により再選。
2023年（令和5年）、無投票により3選。

## 市政・人物

### 後藤学市議と法廷で闘争
2022年（令和4年）4月1日、市内全65の都市公園と豊明市勅使墓園の草刈りや剪定について、指名競争入札で業者を決めていた従来の方式を変更し、指定管理者制度を導入した。公募型プロポーザル方式で4団体の中から、西武造園（東京都豊島区）と豊橋園芸ガーデン（豊橋市）の2社でつくる「豊明墓地・都市公園パートナーズ」を選定し、同日から業務が開始された。
同年8月30日、市議会本会議で、市議の後藤学が公園の指定管理者制度について「地元造園業者やシルバー人材センターへの影響は大きく、6億3000万円のほとんどが市外で落ちることになる」と批判し、「わずかの差を付けて無理やり応募していた業者の中の一つを選んだ。業者と癒着していると感じる」と述べた。小浮はこれに対し、「『無理やり』という発言は市への名誉毀損と考える。刑事告発も考える形になるが、これについて訂正するか、あるいはそれについての正確な根拠を示すことかはできるのか」と反論した。後藤は10月27日付の地元紙や全国紙の新聞に、自身の後援会が発行するビラ「市政レポート」を折り込んだ。後藤はレポートにおいて、小浮から「刑事告発を考える」と繰り返し威圧されたと述べ、「議員に対し、軽々に刑事告発などという不穏当な発言を使うことこそ、刑法の脅迫罪になる可能性がある」と主張した。
同年12月9日、小浮は、ビラの内容は自身の社会的評価を低下させるとして、後藤に慰謝料160万円を求めて名古屋地裁に提訴した。小浮は取材に「指摘されている癒着などあり得ない。言論弾圧には当たらない。後藤市議は何度も根拠のない発言をしている」と説明した。
2023年（令和5年）2月15日、後藤は「言論弾圧に他ならない」と反訴。慰謝料など250万円を小浮に求めた。後藤の代理人を務める全国市民オンブズマン連絡会議事務局長の新海聡弁護士は「議会の内容を記載したビラが『名誉毀損に当たる』と市長個人が訴えるなど、これまで聞いたことがない。これが名誉毀損となれば表現の自由がなくなる」と指摘した。憲法学者の田島泰彦は取材に「説明責任のある公人同士の争いは、基本的に言論には言論で対応すべきだ」とコメントした。

### その他
- 2019年（令和元年）7月から自身と副市長、教育長の月額給与を5％減額。なお、2020年（令和2年）4月1日に副市長に就任した土屋正典の月額給与も、本人の申出により同月から5％減額された[16]。
- 2020年（令和2年）5月1日、LGBTなど性的少数者のカップルが婚姻に相当する関係にあると認める「パートナーシップ宣誓制度」を導入した[17][18]。
- 同年5月14日、新型コロナウイルス対策の財源に充てるため、自身の6月から2021年（令和3年）3月までの月額給与の減額率を5％から20％に変更する条例案を市議会定例会に提出した。副市長と教育長については5％から10％に変更する[16][19]。小浮は「市民の生活が回復するまではずっと削減を続けるつもりで、3月で終わるつもりはない」と、削減期間を延長する考えを表明している[20]。

## 著書
- 『広報・PR実務の基本 マスコミ戦略、トラブル対応に強くなる!』（あさ出版、2012年4月23日、CD-ROM付） ISBN 978-4860635299